# Halle Berry
Halle Maria Berry, nata Maria Halle Berry (Cleveland, 14 agosto 1966), è un'attrice e modella statunitense.
Ha vinto l'Oscar alla miglior attrice, l'Orso d'argento per la migliore attrice al Festival di Berlino e lo Screen Actors Guild per il film Monster's Ball - L'ombra della vita (2002). Ha inoltre vinto un Golden Globe, uno Screen Actors Guild e un Premio Emmy per il film TV Vi presento Dorothy Dandridge (1999).

## Biografia

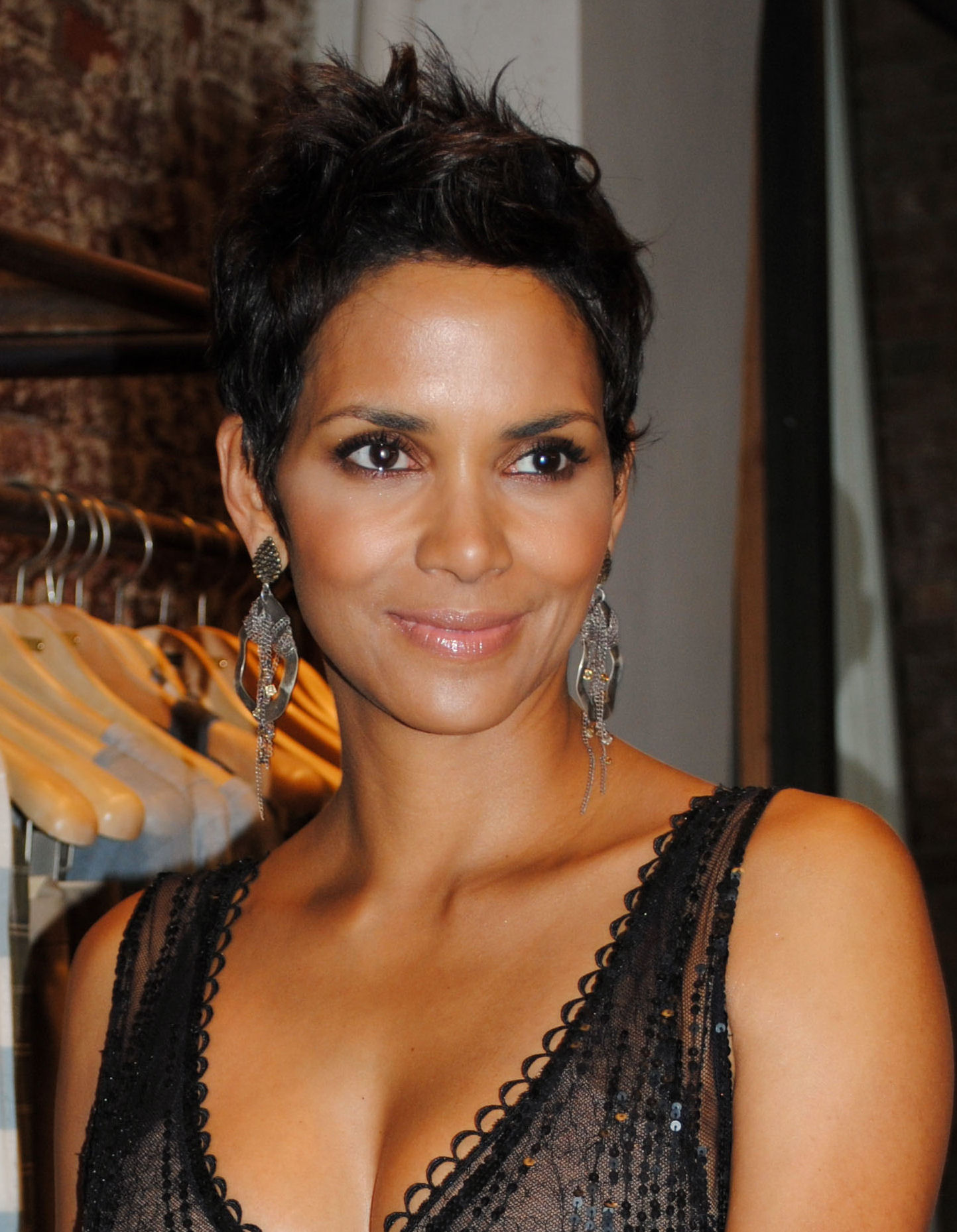
Halle Berry nel 2010

Maria Halle Berry (nome di battesimo cambiato nel 1971 in Halle Maria Berry) è nata nello Stato dell'Ohio. Il suo nome deriva dai grandi magazzini Halle, in quel periodo molto noti nella sua città natale, Cleveland. È la figlia di Judith Ann Hawkins, bianca di madre inglese e padre dell'Ohio, di origini inglesi e tedesche, infermiera in un ospedale psichiatrico, e di Jerome Jesse Berry, afroamericano e inserviente nello stesso ospedale, poi autista di bus. I genitori di Halle si separarono quando lei aveva quattro anni e sua madre Judith crebbe Halle e sua sorella Heidi da sola. La Berry rivelò nel 1992 che non vedeva suo padre dall'infanzia e che probabilmente non era vivo. Suo padre era violento con sua madre, e Halle Berry ha ricordato di aver visto sua madre essere picchiata ogni giorno, mandata a calci giù per le scale e colpita alla testa con una bottiglia di vino.
Halle ha studiato alla Bedford High School, dove fu cheerleader, reginetta del ballo della scuola, capoclasse, editrice del giornalino della scuola e membro della società d'onore. In seguito ha frequentato il Cuyahoga Community College. Ha lavorato nel reparto per bambini del grande magazzino Higbee's. Dopo questo lavoro ha studiato al Cuyahoga Community College. Prima di diventare attrice, negli anni '80, ha partecipato a vari concorsi di bellezza: Miss Ohio USA (prima classificata nel 1986), Miss Teen All American, Miss USA e Miss Mondo come prima candidata afro-americana, classificandosi sesta.

### Carriera

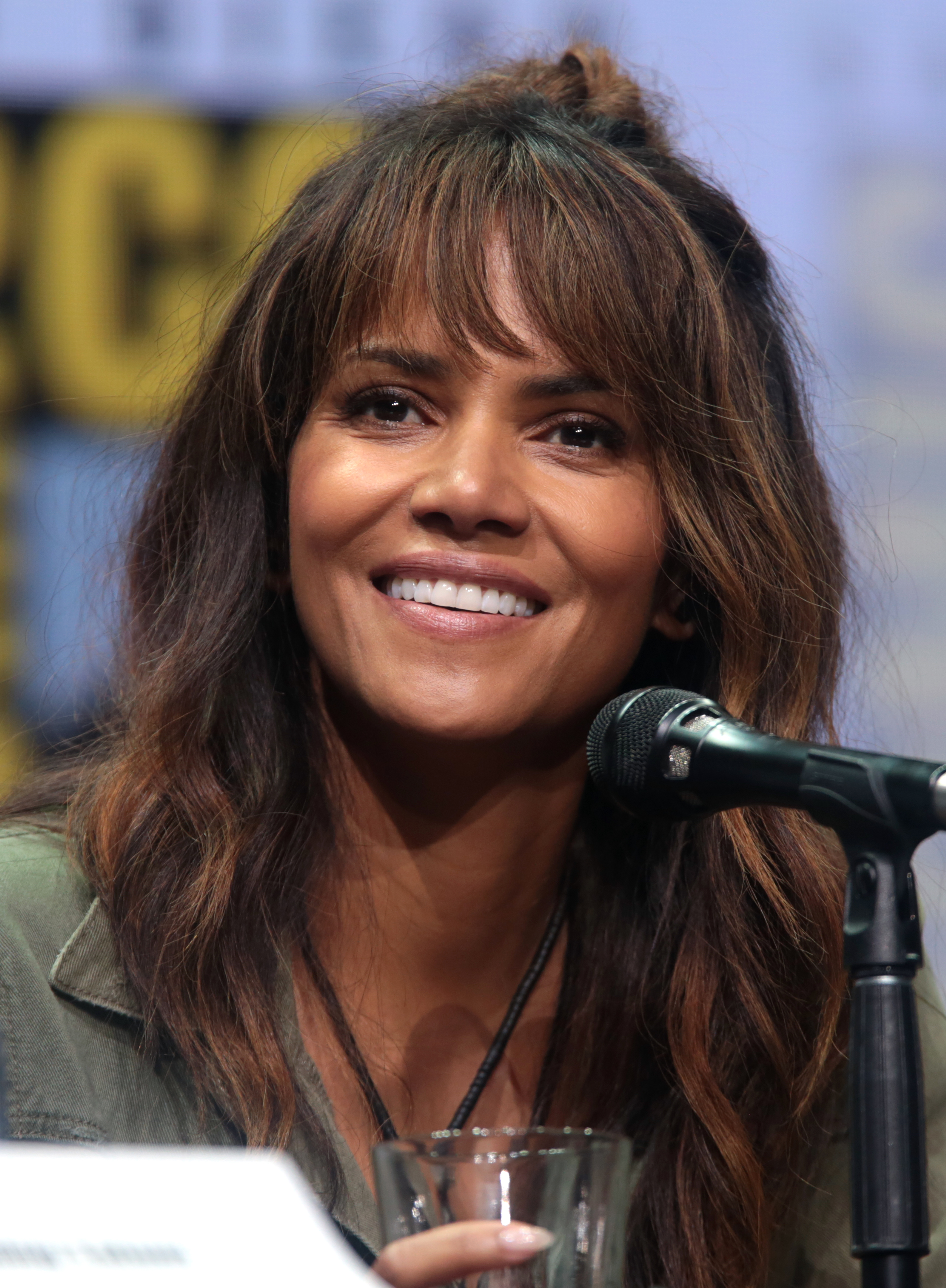
Berry al San Diego Comic-Con International 2017

Alla fine degli anni ottanta si trasferì a Chicago per intraprendere una carriera di modella e di attrice. Uno dei suoi primi ruoli è stato nella serie televisiva Chicago Force. Fece anche il provino per una nuova serie televisiva delle Charlie's Angels, ma non ottenne il ruolo. Il produttore, Aaron Spelling, rimase però colpito dalle sue capacità e la incoraggiò a continuare nella sua carriera. Nel 1988 attrasse l'attenzione del pubblico con l'interpretazione di una schiava nell'adattamento televisivo di Queen: The Story of an American Family. Nel 1989 ottenne un ruolo nella serie televisiva della ABC Living Dolls, che venne cancellata dopo solo 13 puntate. I suoi primi ruoli importanti furono in Jungle Fever di Spike Lee, dove interpretava una tossicodipendente, Strictly Business, L'ultimo boy scout di Tony Scott nel 1991, dove interpreta solo un ruolo minore insieme a Bruce Willis e Damon Wayans e I Flintstones. Dal 2000 al 2014 ricopre il ruolo della mutante Ororo Munroe / Tempesta nei film X-Men, X-Men 2, X-Men - Conflitto finale e X-Men - Giorni di un futuro passato. Nel 2001 recita nel film Codice: Swordfish, dove ritrova il collega Hugh Jackman.
Il vero successo però arriva nel 2002, grazie alla sua interpretazione in Monster's Ball che le fa vincere numerosi premi tra cui l'Oscar alla miglior attrice, diventando la prima attrice di colore a vincere il premio per quella categoria. Per lo stesso ruolo riceve anche altre candidature ai premi più prestigiosi come i Bafta e Golden Globe. Altri film importanti furono il 20° film della saga di James Bond dal titolo La morte può attendere (in cui rese omaggio a Ursula Andress, la prima delle Bond girl) e Gothika.
Nel 2004 interpretò Catwoman nell'omonimo film, per la sua realizzazione furono addestrati 43 gatti e l'attrice si sottopose a 90 minuti a settimana di allenamento con la frusta col maestro Alex Green. Nel 2006 viene nominata "Donna dell'Anno" dell'Hasty Pudding Theatricals e nell'aprile 2007 le è stata dedicata la 2 333ª stella della Hollywood Walk of Fame. A ottobre 2008 il mensile Esquire l'ha incoronata come la "Donna Vivente più Sexy" dell'anno 2008, dedicandole una foto di copertina: «Essendo giunta all'età di 40 anni e avendo avuto da poco un bambino - ha detto l'attrice - sono ben lieta di questo titolo anche se non ho ancora capito bene che cosa significhi». È stata per anni testimonial della Revlon e tra il 2006 e 2008 anche di Versace.

## Vita privata
Halle Berry è affetta da diabete mellito di tipo 1, diagnosticatole quando lei aveva 19 anni.
Nel 1992 sposa il giocatore di baseball David Justice, ma il matrimonio si conclude quattro anni più tardi. Il secondo matrimonio, celebrato nel 2001 dopo due anni di fidanzamento, con il musicista Eric Benét, finisce con la separazione nel 2004, seguito dal divorzio nel 2005. Dal luglio 2004 all'ottobre 2005 è stata fidanzata con l'attore Michael Ealy e dal 2005 al 2010 con il modello canadese Gabriel Aubry con cui ha avuto la sua prima figlia, Nahla Ariela, il 16 marzo 2008.
Nell'ottobre 2010 ha iniziato una relazione con l'attore francese Olivier Martinez. I due si sono fidanzati nel marzo 2012; la coppia si è sposata il 13 luglio 2013, nel Castello di Condé a Vallery, in Francia. Il 5 ottobre 2013 nasce il suo secondo figlio, Maceo Robert Martinez, al Cedars Sinai Medical Center di Los Angeles. Nell'ottobre 2015 viene annunciato il loro divorzio.
Politicamente si è sempre definita di sinistra all'europea e in passato ha usato la sua notorietà per sostenere Barack Obama.

## Filmografia

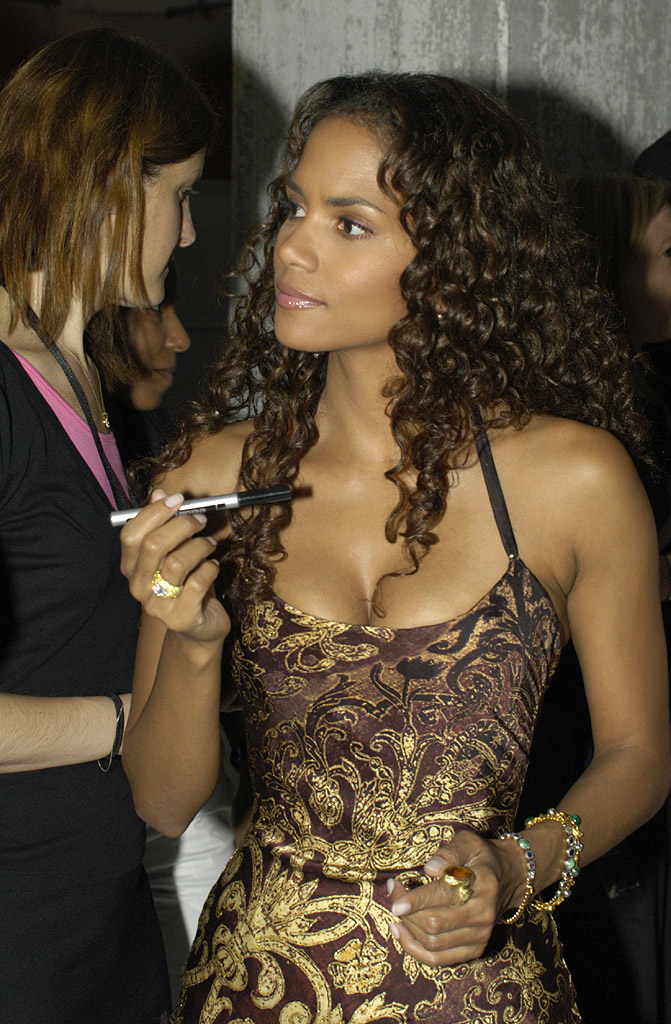
Halle Berry ad Amburgo nel 2004

### Attrice

#### Cinema
- Jungle Fever, regia di Spike Lee (1991)
- Strictly Business, regia di Kevin Hooks (1991)
- L'ultimo boy scout (The Last Boy Scout), regia di Tony Scott (1991)
- Il principe delle donne (Boomerang), regia di Reginald Hudlin (1992)
- CB4, regia di Tamra Davis (1993) – cameo
- Famiglia in fuga (Father Hood), regia di Darrell Roodt (1993)
- The Program, regia di David S. Ward (1993)
- I Flintstones (The Flintstones), regia di Brian Levant (1994)
- Lontano da Isaiah (Losing Isaiah), regia di Stephen Gyllenhaal (1995)
- Decisione critica (Executive Decision), regia di Stuart Baird (1996)
- In corsa con il sole (Race the Sun), regia di Charles T. Kanganis (1996)
- Girl 6 - Sesso in linea (Girl 6), regia di Spike Lee (1996) – cameo
- La moglie di un uomo ricco (The Rich Man's Wife), regia di Amy Holden Jones (1996)
- Vita da principesse (B*A*P*S), regia di Robert Townsend (1997)
- Bulworth - Il senatore (Bulworth), regia di Warren Beatty (1998)
- Why Do Fools Fall in Love - Un ragazzo di talento (Why Do Fools Fall In Love), regia di Gregory Nava (1998)
- X-Men, regia di Bryan Singer (2000)
- Codice: Swordfish (Swordfish), regia di Dominic Sena (2001)
- Monster's Ball - L'ombra della vita (Monster's Ball), regia di Marc Forster (2001)
- La morte può attendere (Die Another Day), regia di Lee Tamahori (2002)
- X-Men 2 (X2), regia di Bryan Singer (2003)
- Gothika, regia di Mathieu Kassovitz (2003)
- Catwoman, regia di Pitof (2004) – Patience Philips / Catwoman
- X-Men - Conflitto finale (X-Men: The Last Stand), regia di Brett Ratner (2006)
- Perfect Stranger, regia di James Foley (2007)
- Noi due sconosciuti (Things We Lost in the Fire), regia di Susanne Bier (2007)
- Frankie & Alice, regia di Geoffrey Sax (2010)
- Dark Tide, regia di John Stockwell (2011)
- Capodanno a New York (New Year's Eve), regia di Garry Marshall (2011)
- Cloud Atlas, regia di Andy e Lana Wachowski e Tom Tykwer (2012)
- Comic Movie (Movie 43), registi vari (2013)
- The Call, regia di Brad Anderson (2013)
- X-Men - Giorni di un futuro passato (X-Men: Days of Future Past), regia di Bryan Singer (2014)
- Kidnap, regia di Luis Prieto (2017)
- Kings, regia di Deniz Gamze Ergüven (2017)
- Kingsman - Il cerchio d'oro (Kingsman: The Golden Circle), regia di Matthew Vaughn (2017)
- John Wick 3 - Parabellum (John Wick: Chapter 3 - Parabellum), regia di Chad Stahelski (2019)
- Bruised - Lottare per vivere (Bruised), regia di Halle Berry (2021)
- Moonfall, regia di Roland Emmerich (2022)
- The Union, regia di Julian Farino (2024)
- Never Let Go - A un passo dal male (Never Let Go), Regia di Alexandre Aja (2024)

#### Televisione
- Living Dolls – serie TV, 12 episodi (1989)
- California (Knots Landing) – serie TV, 6 episodi (1991)
- Alex Haley's Queen, regia di John Erman – miniserie TV (1993)
- Solomon & Sheba, regia di Robert M. Young – film TV (1995)
- Il matrimonio di Shelby (The Wedding), regia di Charles Burnett – miniserie TV (1998)
- Vi presento Dorothy Dandridge (Introducing Dorothy Dandridge), regia di Martha Coolidge – film TV (1999)
- Con gli occhi rivolti al cielo[12] (Their Eyes Were Watching God), regia di Darnell Martin – film TV (2005)
- Extant – serie TV, 26 episodi (2014-2015)

#### Documentari
- Welcome to Hollywood, regia di Tony Markes Adam Rifkin (2000)

### Regista
- Bruised - Lottare per vivere (Bruised) (2020)

### Doppiatrice
- Frasier – serie TV, episodio 5x15 (1998)
- Robots, regia di Chris Wedge e Carlos Saldanha (2005)
- I Simpson (The Simpsons) – serie TV, episodio 11x14 (2011)

## Riconoscimenti
- Premio Oscar

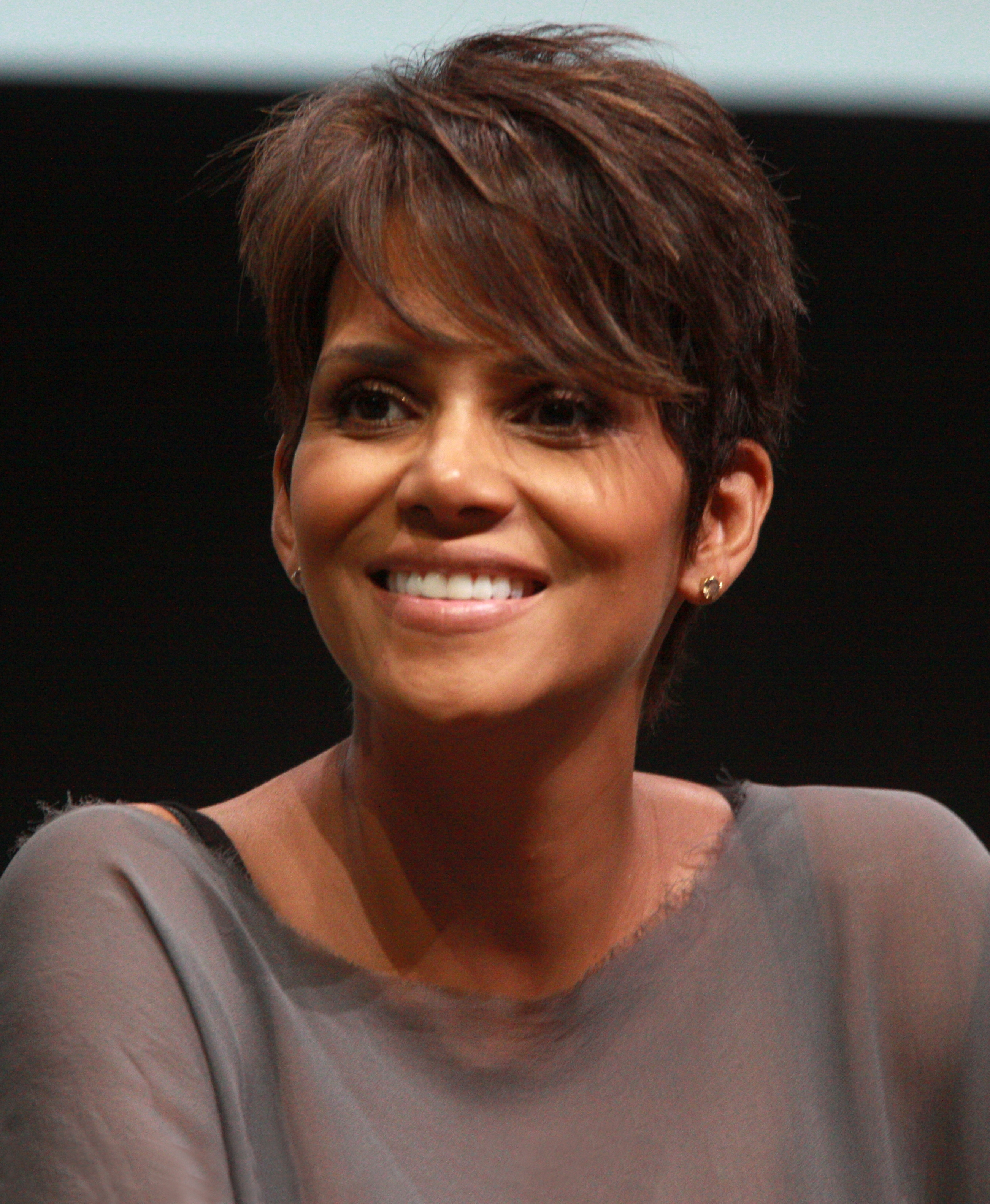
Halle Berry nel 2013

  - 2002 – Miglior attrice per Monster's Ball - L'ombra della vita

- Golden Globe
  - 2000 – Miglior attrice in una mini-serie o film per la televisione per Vi presento Dorothy Dandridge
  - 2002 – Candidatura alla migliore attrice in un film drammatico per Monster's Ball – L'ombra della vita
  - 2006 – Candidatura alla miglior attrice in una mini-serie o film per la televisione per I loro occhi guardavano Dio
  - 2011 – Candidatura alla migliore attrice in un film drammatico per Frankie & Alice

- BAFTA
  - 2003 – Candidatura alla migliore attrice protagonista per Monster's Ball – L'ombra della vita

- Chicago Film Critics Association Award
  - 1992 – Candidatura alla migliore attrice non protagonista per Jungle Fever
  - 2001 – Candidatura alla migliore attrice per Monster's Ball – L'ombra della vita

- Emmy Award
  - 2000 – Migliore attrice in una miniserie o film per la televisione per Vi presento Dorothy Dandridge
  - 2005 – Candidatura alla migliore attrice in una miniserie o film per la televisione per I loro occhi guardavano Dio

- Empire Awards
  - 2009 – Candidatura alla miglior attrice per La morte può attendere

- Festival internazionale del cinema di Berlino
  - 2002 – Orso d'argento per la migliore attrice per Monster's Ball – L'ombra della vita

- MTV Movie Award
  - 1993 – Candidatura all'attrice più attraente per Il principe delle donne
  - 1993 – Candidatura alla miglior performance rivelazione per Il principe delle donne
  - 1995 – Candidatura all'attrice più attraente per I Flintstones
  - 2001 – Candidatura alla miglior performance di gruppo (con Hugh Jackman, James Marsden e Anna Paquin) per X-Men
  - 2002 – Candidatura alla miglior performance femminile per Monster's Ball – L'ombra della vita
  - 2003 – Candidatura alla miglior performance femminile per La morte può attendere
  - 2004 – Candidatura alla miglior performance femminile per Gothika

- National Board of Review Award
  - 2002 – Miglior attrice per Monster's Ball – L'ombra della vita

- Nickelodeon Kids' Choice Awards
  - 2004 – Attrice preferita per Gothika
  - 2015 – Candidatura all'attrice d'azione preferita per X-Men - Giorni di un futuro passato[13]

- Phoenix Film Critics Society Awards
  - 2001 – Miglior attrice per Monster's Ball – L'ombra della vita

- Razzie Awards
  - 2004 – Peggior attrice protagonista per Catwoman
  - 2004 – Candidatura alla peggior coppia (con Benjamin Bratt e Sharon Stone) per Catwoman
  - 2013 – Candidatura alla peggior attrice protagonista per The Call
  - 2013 – Candidatura alla peggior attrice protagonista per Comic Movie
  - 2013 – Candidatura alla peggior coppia (con l'intero cast) per Comic Movie

- Satellite Award
  - 1999 – Candidatura alla miglior attrice in una miniserie o film per la televisione per Vi presento Dorothy Dandridge
  - 2001 – Candidatura alla migliore attrice in un film drammatico per Monster's Ball – L'ombra della vita

- Saturn Award
  - 2014 – Candidatura alla miglior attrice per The Call

- Screen Actors Guild Award
  - 2000 – Miglior attrice in un film per la televisione o miniserie per Vi presento Dorothy Dandridge
  - 2002 – Migliore attrice cinematografica per Monster's Ball – L'ombra della vita[14]

## Doppiatrici italiane
Nelle versioni in italiano delle opere in cui ha recitato, Halle Berry è stata doppiata da:
- Eleonora De Angelis ne I Flintstones, Decisione critica, Bulworth - Il senatore, Gothika, Perfect Stranger, Noi due sconosciuti, Comic Movie, Kings
- Francesca Fiorentini in Catwoman, Frankie & Alice, Dark Tide, Kingsman - Il cerchio d'oro, John Wick 3 - Parabellum, Moonfall, The Union, Never Let Go - A un passo dal male
- Giuppy Izzo in Vi presento Dorothy Dandridge, X-Men, X-Men 2, X-Men - Conflitto finale, X-Men - Giorni di un futuro passato
- Laura Lenghi in Lontano da Isaiah, Cloud Atlas, The Call, Bruised - Lottare per vivere
- Chiara Colizzi in La moglie di un uomo ricco, Codice: Swordfish, La morte può attendere, Capodanno a New York
- Stella Musy in Il principe delle donne, The Program
- Loredana Nicosia in Jungle Fever
- Cristina Boraschi in L'ultimo boy scout
- Roberta Pellini in Famiglia in fuga
- Silvia Tognoloni in In corsa con il sole
- Barbara De Bortoli in Il matrimonio di Shelby
- Selvaggia Quattrini in Monster's Ball - L'ombra della vita
- Laura Romano in Extant
- Cristina Giolitti in Kidnap
- Stefania Patruno in Vi presento Dorothy Dandridge (ridoppiaggio)

Da doppiatrice è sostituita da:
- Francesca Guadagno ne I Simpson
- Anna Rita Pasanisi in Frasier
- Chiara Colizzi in Robots